# Vizcondado de Machaca
El Vizcondado de Machaca fue un título nobiliario español otorgado, con naturaleza de vizcondado previo, el 7 de noviembre de 1738, por el rey Felipe V, a favor de Matías de Astoraica y Cereceda.
El beneficiario fue alguacil mayor de la Real Audiencia de Charcas, y oficial real de las Cajas de Potosí, en el Alto Perú (hoy Bolivia).

El título revirtió a la Corona cuando se le entregó a su titular la merced hereditaria y perpetua de conde de San Miguel de Carma, el 20 de diciembre de 1738.